# Eupastranaia lilacina
Eupastranaia lilacina là một loài bướm đêm trong họ Crambidae.